# J. E. B. Seely, 1. Baron Mottistone

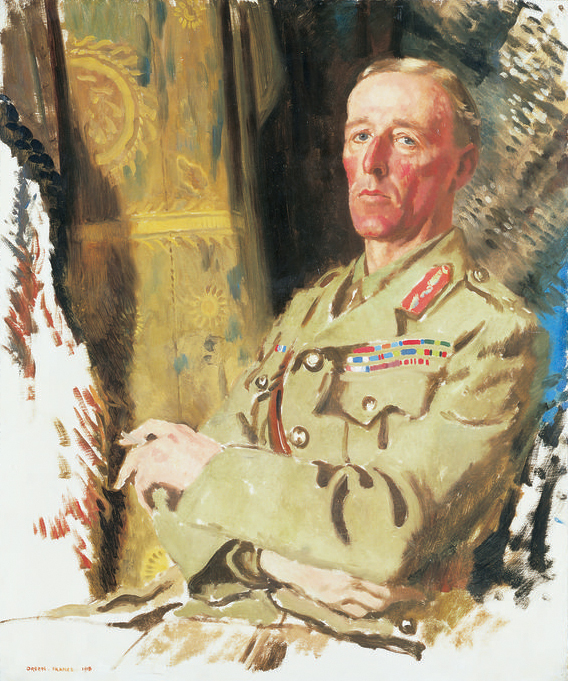
J. E. B. Seely, 1918

John Edward Bernard Seely, 1. Baron Mottistone PC CMG CB DSO TD (* 31. Mai 1868 in Brookhill Hall, Derbyshire; † 7. November 1947) war ein britischer Generalmajor und Politiker der Liberal Party. Er war 24 Jahre Abgeordneter im House of Commons, von 1912 bis 1914 Kriegsminister. 1933 wurde er als Baron Mottistone geadelt und war dadurch bis zu seinem Tod Mitglied des House of Lords.

## Leben

### Herkunft, Rechtsanwalt und Offizier im Burenkrieg
Seely war der vierte Sohn von Charles Seely, der für die Liberal Party 14 Jahre lang Abgeordneter des House of Commons war und nach seinem Ausscheiden aus dem Unterhaus 1896 1. Baronet Seely, of Sherwood Lodge, Arnold, Nottinghamshire and Brooke House, Isle of Wight wurde. Sein älterer Bruder Charles Seely war ebenfalls sechs Jahre lang Abgeordneter des Unterhauses für die Liberal Party und erbte nach dem Tod des Vaters 1915 den Titel als 2. Baronet. Sein zweitältester Bruder Frank Evelyn Seely war sowohl Deputy Lieutenant als auch High Sheriff der Grafschaft Nottinghamshire.
Er selbst absolvierte nach dem Besuch der renommierten Harrow School ein Studium am Trinity College der University of Cambridge und schloss dieses mit einem Bachelor of Arts (B.A.) ab. Für einen Einsatz zur Rettung von Menschenleben aus Seenot wurde er 1891 mit der Goldmedaille der Regierung von Frankreich ausgezeichnet. Später absolvierte er ein postgraduales Studium der Rechtswissenschaften und nahm nach seiner anwaltlichen Zulassung bei der Anwaltskammer (Inns of Court) von Inner Temple 1897 eine Tätigkeit als Barrister aus.
Während des Zweiten Burenkriegs leistete Seely 1900 Militärdienst als Offizier in der Imperial Yeomanry und wurde für seine militärischen Verdienste im Kriegsbericht erwähnt (Mentioned in Despatches) sowie zum Companion des Distinguished Service Order (DSO) ernannt.

### Unterhausabgeordneter, Kriegsminister und der Vorfall von Curragh

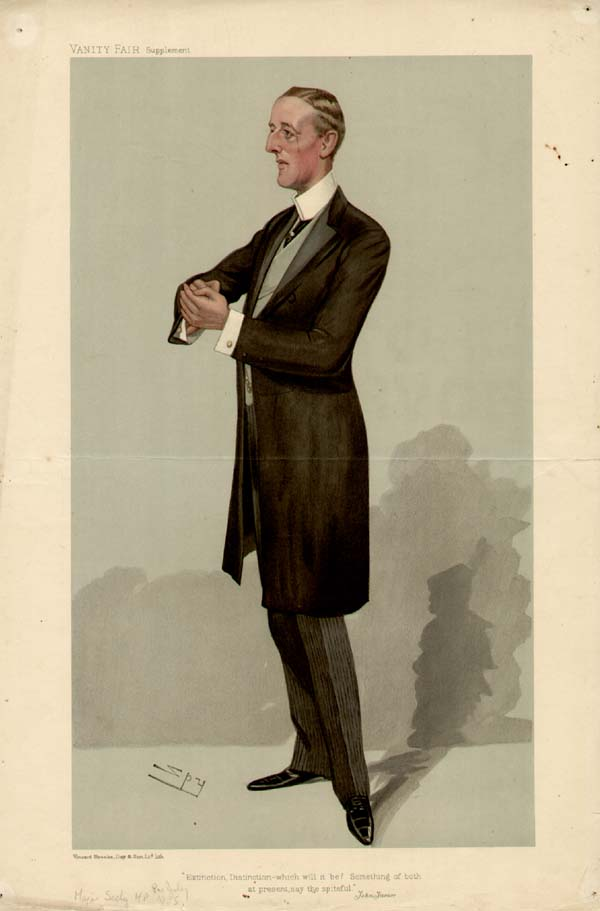
Karikatur von J. E. B. Seely im Magazin Vanity Fair von Leslie Ward, 1905

Als Kandidat der Liberal Party wurde Seely nach seiner Rückkehr aus dem Krieg am 23. Mai 1900 erstmals zum Abgeordneten in das House of Commons gewählt und vertrat dort mit einer kurzen Unterbrechung zunächst bis zum 12. Januar 1906 den Wahlkreis Isle of Wight sowie anschließend bis zum 15. Januar 1910 den Wahlkreis Liverpool Abercromby.
1908 übernahm er sein erstes Regierungsamt in der Regierung von Premierminister Herbert Henry Asquith, und zwar bis 1911 als Parlamentarischer Unterstaatssekretär im Kolonialministerium (Colonial Office). Zugleich wurde er während dieser Zeit am 22. November 1909 zum Privy Counsellor (PC) ernannt. Am 7. März 1910 wurde Seely im Wahlkreis Ilkeston für die Liberal Party abermals zum Abgeordneten in das House of Commons gewählt und vertrat diesen Wahlkreis bis zum 15. November 1922. 
Nachdem er zwischen 1911 und 1912 Parlamentarischer Unterstaatssekretär im Kriegsministerium (War Office) war, wurde Seely am 12. Juni 1912 von Premierminister Asquith als Nachfolger von Richard Haldane, 1. Viscount Haldane zum Kriegsminister (Secretary of State for War) ernannt. Von diesem Ministeramt musste er jedoch am 30. März 1914 wegen des „Vorfalls von Curragh“ zurücktreten, einer Meuterei im Armeelager von Curragh in Irland. Das Amt des Kriegsministers übernahm daraufhin Premierminister Asquith persönlich.

### Erster Weltkrieg und Lord Lieutenant
Anschließend nahm Seely als Generalmajor und Kommandeur der Kanadischen Kavalleriebrigade (Canadian Cavalry Brigade) am Ersten Weltkrieg teil und wurde fünf Mal erneut im Kriegsbericht erwähnt sowie verwundet. Für seine Verdienste wurde er darüber hinaus 1916 Companion des Order of the Bath (CB) und des Order of St. Michael and St. George (CMG) sowie mit der Territorial Decoration (TD) ausgezeichnet. Ferner wurde ihm der Kronenorden von Belgien und das Croix de guerre verliehen und er wurde auch zum Mitglied der Ehrenlegion ernannt.
Nach Kriegsende wurde Seely 1918 Lord Lieutenant der Grafschaft Hampshire und übte dieses Amt fast dreißig Jahre lang bis zu seinem Tod 1947 aus.
Zugleich übernahm er 1918 als Parlamentarischer Unterstaatssekretär im Munitionsministerium (Ministry of Munition) wieder ein Regierungsamt in der Regierung von Premierminister David Lloyd George an und war während dessen Amtszeit anschließend 1919 für einige Zeit Unterstaatssekretär im Luftfahrtministerium (Under-Secretary of State for Air). Bei den Unterhauswahlen vom 6. Dezember 1923 wurde er wieder zum Abgeordneten in das House of Commons gewählt und vertrat nunmehr bis zu den Unterhauswahlen vom 29. Oktober 1924 wieder den Wahlkreis Isle of Wight.

### Oberhausmitglied und Familie
Seely war zeitweilig auch Ehrenoberst der 95. Hampshire Yeomanry Brigade, einer Einheit der Royal Artillery sowie der 72. Hampshire Anti-Aircraft Brigade der Royal Artillery und Ehren-Generalmajor der Reserve der Territorialarmee sowie Ehren-Air Commodore der Auxiliary Air Force. Des Weiteren war er zwischen 1926 und 1943 Vorsitzender des Sparausschusses (National Savings Committee).
Am 21. Juni 1931 wurde Seely als Baron Mottistone, of Mottistone in the County of Southampton, in den erblichen Adelsstand erhoben und war damit bis zu seinem Tod Mitglied des House of Lords.
Seely war zwei Mal verheiratet, und zwar in erster Ehe am 1. Juli 1895 mit Emily Florence Crichton, Tochter von Oberst Sir Henry George Louis Crichton. Aus dieser Ehe gingen drei Söhne und vier Töchter hervor. Da der älteste Sohn Frank Reginald Seely bereits als 21-Jähriger im April 1917 in der Schlacht von Arras verstorben war, erbte der zweitälteste Sohn Henry John Alexander Seely nach seinem Tod den Titel als 2. Baron Mottistone sowie die Mitgliedschaft im House of Lords. Da er unverheiratet und kinderlos am 18. Januar 1963 verstarb, folgte ihm sein jüngerer Bruder Arthur Patrick William Seely als 3. Baron Mottistone. Da auch er ohne Nachkommen verstarb, erbte nach dessen Tod am 4. Dezember 1966 sein Halbbruder David Peter Seely den Titel als 4. Baron Mottistone sowie die Mitgliedschaft im Oberhaus. 
David Seely war der Sohn aus J. E. B. Seelys zweiter Ehe mit Evelyn Izmé Murray, einer Tochter von Montolieu Fox Oliphant Murray, 1. Viscount Elibank. Mit dieser war er seit dem 31. Juli 1917 verheiratet.

## Veröffentlichungen
- Adventure, 1930
- Fear and be slain, 1931
- For Ever England, 1933
- My Horse Warrior, 1934
- Paths of Happiness, 1938